# Gio Stockings
Gio Stockings är Storbritanniens största tillverkare av så kallade formsydda strumpor, det vill säga en tillverkningsprocedur som inbegriper söm baktill.
Gios damstrumpor är bland de främsta "RHT"-strumporna (Reinforced Heel and Toe), det vill säga "förstärkt häl och tå".